# Abudefduf
Abudefduf ist eine Gattung der Riffbarsche (Pomacentridae). Ihr Name kommt aus dem Arabischen, während sie im Englischen wegen der vielen Streifen mit „Sergeant major“ (so viel wie Oberstabsfeldwebel) bezeichnet werden. Abudefduf-Arten leben als Planktonjäger, Laichräuber und Resteverwerter in Korallen- und Felsriffen in tropischen und subtropischen Bereichen des Atlantik und des Indopazifik.
Die hochrückigen Tiere zählen zu den größeren Vertretern der Riffbarsche mit Längen von 13 bis 30 Zentimeter. Sie haben meist eine silbrige, bläuliche, weiße oder hellgraue Grundfarbe mit dunklen, senkrechten Streifen verschiedener Dicke und verschiedener Zahl.

## Systematik
Nach einer phylogenetischen Studie ist die Gattung eine der vier Hauptkladen der Riffbarsche. Die karibischen und ostpazifischen Arten stehen den anderen Arten als Schwestergruppe gegenüber. Die westindopazifischen Arten werden zwei deutlich unterscheidbaren, unbenannten Kladen zugeordnet.
- Abudefduf
  - Karibische/Ostpazifische Klade
    - Abudefduf concolor (Gill, 1862)

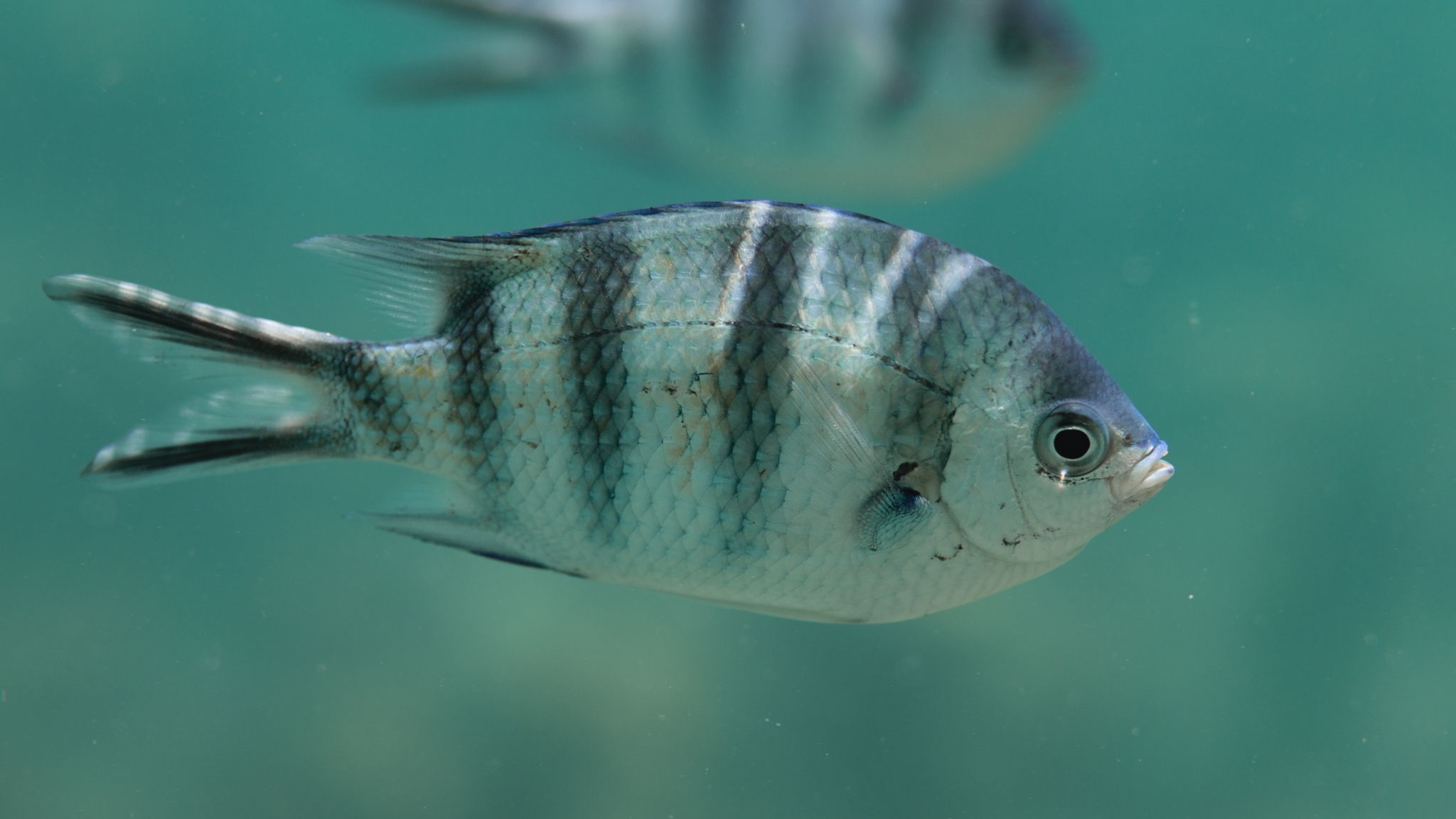
Scherenschwanz-Sergeant (Abudefduf sexfasciatus)

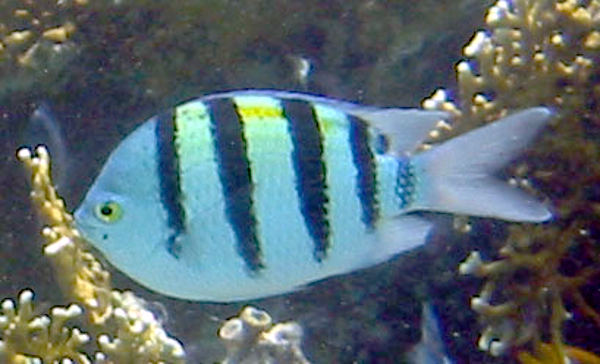
Abudefduf vaigiensis

    - Abudefduf declivifrons (Gill, 1862)
    - Abudefduf taurus (Müller & Troschel in Schomburgk, 1848)

  - Westindopazifische Klade
    - NN
      - Abudefduf notatus (Day, 1870)
      - Abudefduf septemfasciatus (Cuvier in Cuvier & Valenciennes, 1830)
      - Abudefduf sordidus (Forsskål, 1775)

    - NN
      - Abudefduf abdominalis (Quoy & Gaimard, 1825)
      - Abudefduf barffi Curtiss, 1938
      - Abudefduf bengalensis (Bloch, 1787)
      - Abudefduf bicolor (Rochebrune, 1880)
      - Abudefduf caudobimaculatus Okada and Ikeda 1939
      - Abudefduf conformis Randall & Earle, 1999
      - Abudefduf hoefleri (Steindachner, 1881)
      - Abudefduf lorenzi Hensley & Allen, 1977
      - Abudefduf manikfani Jones & Kumaran, 1970
      - Abudefduf margariteus (Cuvier in Cuvier & Valenciennes, 1830)
      - Abudefduf natalensis Hensley & Randall, 1983
      - Abudefduf saxatilis (Linnaeus, 1758)
      - Abudefduf sexfasciatus (Lacépède, 1801)
      - Abudefduf sparoides (Quoy & Gaimard, 1825)
      - Abudefduf theresae Curtiss, 1938
      - Abudefduf trilineatus Wang, 1941
      - Abudefduf troschelii (Gill, 1862)
      - Abudefduf vaigiensis (Quoy & Gaimard, 1825)
      - Abudefduf whitleyi Allen & Robertson, 1974